# 미하일 2세
미하일 2세(그리스어: Μιχαήλ Β' ο Τραυλός ή Ψελλός, 770년 - 829년 10월 2일)는 820년부터 829년까지 동로마 제국의 황제였다. 별명인 프셀로스는 말더듬이라는 뜻이다.
미하일은 프리기아의 아모리움 (현 튀르키예 아피온카라히사르주 히사르) 출신으로 투박한 성격에다가 말까지 더듬는 일자 무식 농군 출신 군인이었다. 그는 아르메니아인 레온의 오랜 친구로 레온은 그의 아들의 대부가 되어주기도 했다. 803년 실패한 바르다네스 투르쿠스의 반란에 레온과 함께 가담하였고 나중에 레온이 황제가 되자 황궁으로 들어와 황실 경비대장이 되었다. 일설에 따르면 레온이 황궁에 입성하던 그 날 미하일도 뒤를 따라 입성했는데 그때 미하일이 실수로 황제의 외투를 밟았다고 한다.
820년 그는 황제 레온의 미움을 받아 반란을 꾀했다는 의심을 받았다. 이때부터 두 사람의 사이는 급속도로 멀어지게 되었으며 급기야 황제는 12월 24일 그를 황궁의 아궁이에 던져 버리라는 명령을 내렸다. 그러나 그 날은 때마침 성탄절이었고 레온의 아내 테오도시아의 만류로 미카엘은 감옥에 투옥되었다. 다음날인 성탄절 새벽, 성 스테파노 성당에서 찬송을 부르고 있던 레온 황제는 미하일의 친구들에 의해 끔찍히 살해당했고 미하일은 감옥에서 나와 족쇄를 찬 채로 제위에 올랐다.
미하일은 너무 무식해서 그가 자기 이름 여섯 글자를 그리는(쓰는) 동안 다른 사람은 책 한 권을 읽을 정도였다고 한다. 그러나 그는 제위에 오를 때의 잔혹함을 버리고 대체로 온건하고 건전하게 통치에 임했다. 제위에 오른 직후에 슬라브족 출신의 토마스라는 군인이 반란을 일으켰는데, 그는 레온과 미하일의 오랜 군대 동료였다. 토마스는 카리스마를 발휘해 대군을 규합해 미카엘에 반기를 들고 소아시아 대부분을 점령하였다. 이 반란은 거의 내전 수준으로 발전하였고 동로마 제국의 역사상 가장 큰 규모의 반란이었다. 토마스는 콘스탄티노폴리스까지 진격했으나 결국 성벽을 뚫는 데 실패했고 미하일은 823년말 이 반란을 진압할 수 있었다. 반란은 진압되었지만 이 반란으로 제국의 힘은 많이 약화되었고 이 틈을 이용하여 이슬람 세력이 제국을 침입했다. 826년 북아프리카의 아랍인 해적들에 의해 크레타섬이 점령당했고 이슬람 해적들의 근거지가 되었다. 그 후로 비잔티움 황제들이 크레타를 수차례 수복하려고 도전하지만 실패했다. 또한 시칠리아의 비잔티움 제독이 북아프리카의 이슬람 세력을 끌어들였고 시칠리아의 일부가 이슬람의 세력권으로 들어갔다.
종교적으로 미하일은 성상 파괴론자였지만 실제로는 관용적인 정책을 폈다. 그는 성상을 옹호했다는 죄로 감옥에 갇히게 된 죄수들을 풀어주었고 추방되었던 여러 신학자 및 성직자를 다시 궁정으로 불러들였는데 그 중에는 스투디움의 테오도루스와 전 콘스탄티노폴리스 총대주교 니키포로스도 있었다. 그는 교황과 서방 황제 경건왕 루트비히에게 교리 문제에 대한 편지를 쓰기도 하였다. 그는 첫 번째 황후인 테클라가 죽은 뒤 수녀였던 여자와 재혼을 시도했는데 이 때문에 엄격한 교회 신학자들의 반감을 샀다. 그러나 그는 결국 재혼에 성공했는데 그의 두 번째 부인은 콘스탄티노스 6세의 딸이자 악명 높은 여제 이리니의 손녀인 에우프로시네였다.
미하일은 829년 10월 2일 신장병으로 죽었고 제위는 아들 테오필로스에게 돌아갔다. 그는 50년 만에 처음으로 제위에 있는 상태에서 평화롭게 죽은 황제였고 아들에게 평화적으로 제위를 물려준 황제였다.

## 같이 보기
- 동로마 황제